# Varlam Sjalamov
Varlam Tichonovitj Sjalamov (ryska: Варла́м Ти́хонович Шала́мов), född 18 juni (5 juni enligt G.S.) 1907 i Vologda i Kejsardömet Ryssland, död 17 januari 1982 i Moskva, var en rysk författare och poet. Han skapade några av de mest kända litterära verken om livet i Gulag, de sovjetiska arbetslägren, under 1930-, 1940- och 1950-talen.

## Biografi

### Familj, barndom och ungdom

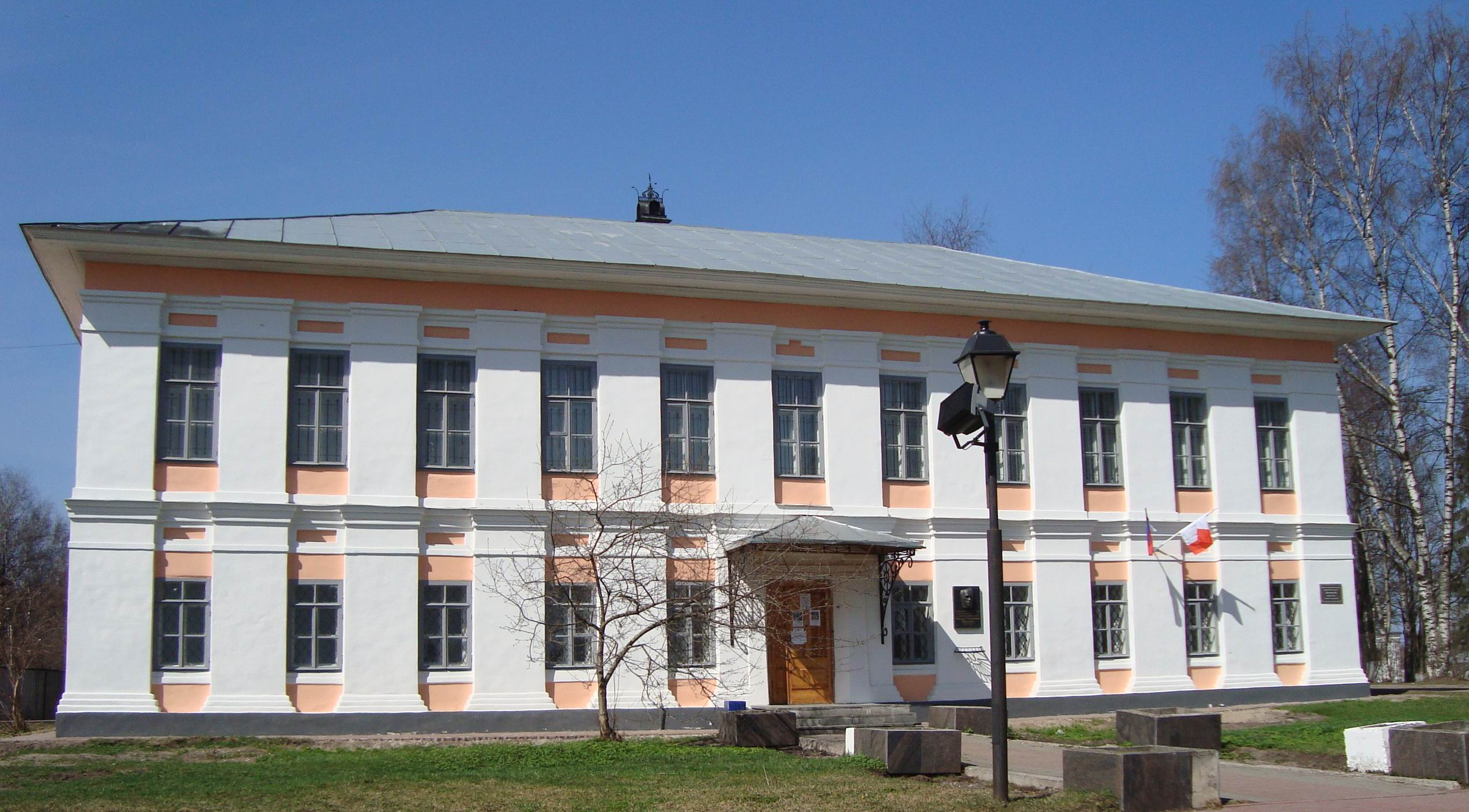
Huset där Sjalamov föddes och bodde i till 1924

Varlam Sjalamov föddes 18 juni 1907 i Vologda som yngst av fem syskon. Fadern, Tichon Nikolajevitj Sjalamov (ryska: Тихон Николаевич Шаламов), var ryskortodox präst på Aleuterna. Modern, Nadezjda Aleksandrovna (ryska: Надежда Александровна), var lärarinna. Sjalamov började skolan 1914, men avslutade den först efter revolutionen (1923). 1924 flyttade han till Moskva, arbetade två år på ett  garveri i förstaden Kuntsevo. Mellan 1926 och 1928 studerade han juridik vid Moskvas universitet, men han blev relegerad "för att ha undanhållit sitt ursprung" – han hade uppgett att hans far var invalid och inte präst – angiven av sina kurskamrater.
I sin självbiografiska berättelse Tjetvjortaja Vologda (ryska: Четвёртая Вологда Det fjärde Vologda) om barndomen och ungdomen berättar Sjalamov hur hans värderingar formades och hur hans rättvisepatos växte sig starkare liksom hans beslutsamhet att kämpa för det. Hans ungdomsideal blev Narodnaja volja och deras motstånd mot den enväldiga staten. Redan i barndomen visade sig hans konstnärliga begåvning; han läste passionerat och förlorade sig i alla böcker från Dumas père till Immanuel Kant.

### Repression

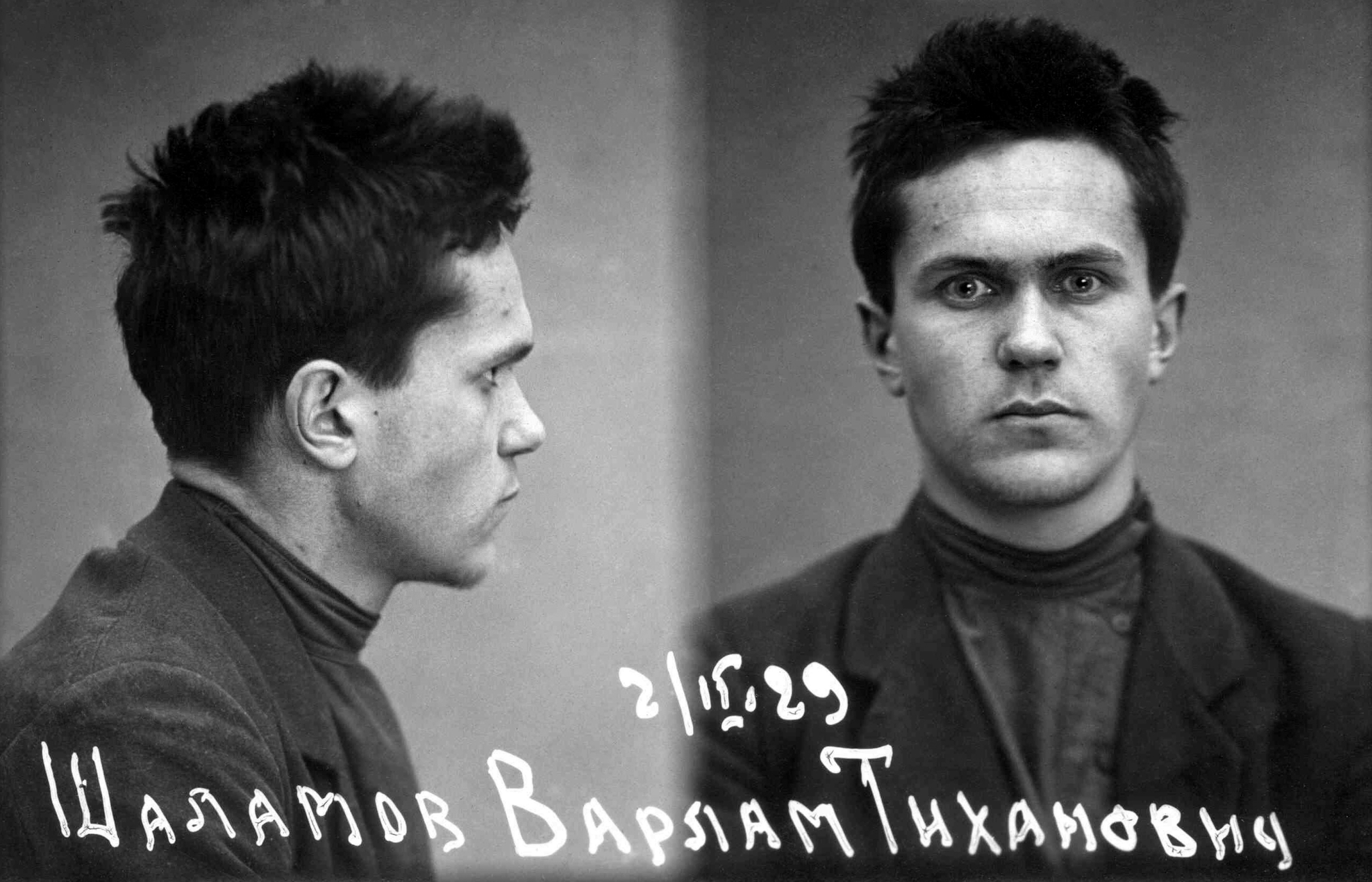
Sjalamov vid första arresteringen 1929

#### Första arresteringen
19 februari 1929 blev Sjalamov arresterad för sitt deltagande i en underjordisk trotskistisk grupp och för att ha spridit kopior av Lenins testamente. Han dömdes som samhällsfarligt element till tre års korrektions- och arbetsläger. Han avtjänade sitt straff i Visjeralägret i norra Ural. Där träffade han sin blivande hustru, Galina Ignatjevna Gudz, som kom dit för att besöka sin unge make. Men hon inledde en förbindelse med Sjalamov och de kom övererens om att träffas efter hans frigivning.
I oktober 1931 frigavs Sjalamov från lägret och arbetade på en lokal kemisk fabrik för att ha råd att återvända till Moskva. I februari 1932 kom han tillbaka till Moskva och arbetade på två fackförbundstidningar, där han skrev artiklar, essäer och krönikor.

#### Andra arresteringen

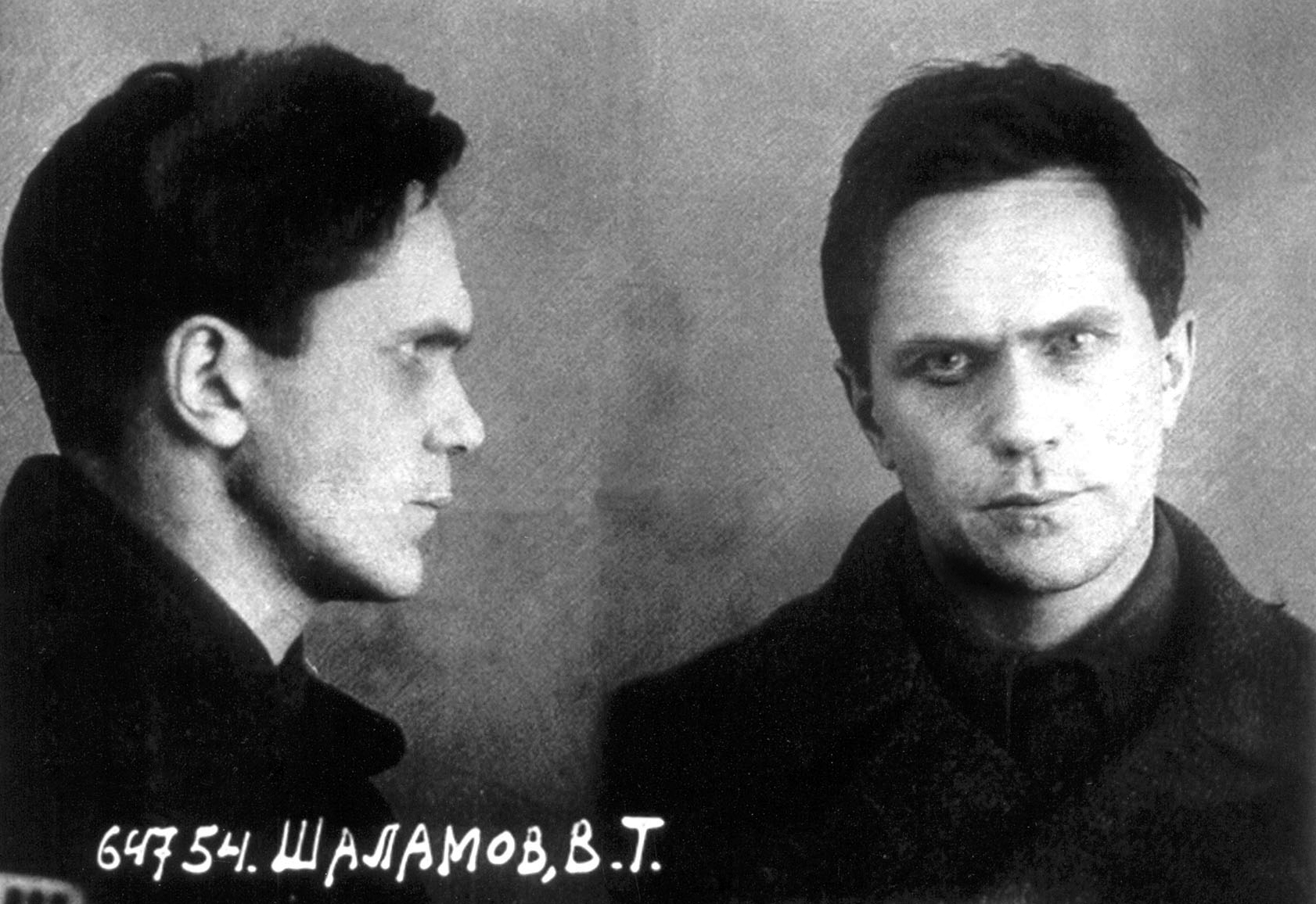
Sjalamov vid andra arresteringen 1937

På inrådan av sin svåger, den framstående tjekisten Boris Ignatjevitj Gudz (ryska: Борис Игнатьевич Гудзь), och sin hustru Galina skrev Sjalamov 1936 till Lubjanka och avsade sig sin trotskism. Boris och Galinas äldre syster Alexandra (Asja) hade däremot avrått honom. Hon hade många vänner som blivit arresterade av Tjekan, och hon blev själv arresterad i december 1936, dömdes senare för "kontrarevolutionära aktiviteter" och dog i lägret 1944.
I januari 1937 arresterades Sjalamov för kontrarevolutionär trotskistisk verksamhet. Sjalamov skrev i sina memoarer att det var svågern som hade angett honom, men det bekräftas inte i domstolshandlingarna. Sjalamov dömdes till fem års arbetsläger. Hans hustru Galina skickades till Kaganovitjskijregionen i Turkmenistan och fick stanna där ända till 1946. Boris Gudz kom lindrigt undan utrensningarna. Han avskedades från NKVD och uteslöts ur Sovjetunionens kommunistiska parti, men fick snart arbete som chef för ett bussgarage och avslutade sitt arbetsliv som direktör för bilindustrin i Moskva.
Sjalamov avtjänade straffet i Kolymas nordöstra korrektions- och arbetsläger. Där arbetade han på tajgan, i guldgruvan "Partisan", "Svarta sjön" och andra ställen. Några gånger hamnade han på lägersjukhuset på grund av Kolymas hårda villkor. Senare skrev Sjalamov:
| ”                 | Från min första stund som fängslad stod det helt klart för mig att inga arresteringar skedde av misstag, att det pågick en planmässig utplåning av en hel "social" grupp – alla de som mindes annat än det som skulle minnas av de senaste årens ryska historia. | „ |
| – Varlam Sjalamov | |   |

#### Tredje frihetsberövandet
Varlam Sjalamov blev inte frigiven i januari 1942 utan kvarhölls liksom många andra lägerfångar till krigsslutet.. 22 juni 1943 dömdes han åter utan synbar anledning till tio års frihetsberövande för antisovjetisk agitation och förlust av medborgerliga rättigheter i ytterligare fem år. Han skulle ha kallat Ivan Bunin en rysk klassiker och "ha lovprisat Hitlers vapenmakt" enligt beskyllningar från E. B. Krivitskij och I. P. Zaslavskij, som även vittnade falskt i andra processer.
På rekommendation av läkaren A. M. Pantjochov fick Sjalamov utbilda sig till fältskär, och arbetade därefter från 1946 på lägersjukhuset i byn Debin på Kolymaflodens vänstra strand och bland skogshuggare. Efter frigivningen ur lägret 13 oktober 1951 fortsatte Sjalamov att på anvisning av statliga trusten Dalstroj (på ryska: Дальстро́й) arbeta som fältskär i olika byar under två år för att spara ihop tillräckligt med pengar för att kunna återvända till Moskva.
Följderna av repressionen för Sjalamovs del blev förutom familjens sönderfall en undergrävd hälsa. Han fick särskilt problem med njurarna och en försämring av Ménières sjukdom, som han lidit av sedan barndomen och troligen Huntingtons sjukdom). Först år 2000 blev han rehabiliterad för arresteringen 1929, men inte för frihetsberövningen därefter, som aldrig hade blivit formellt registrerad..

### Författarskap
1932 återvände Sjalavom till Moskva efter sin första lägervistelse och började arbeta som journalist. 1936 publicerade han en av sina första betydande berättelser, Tri smerti doktora Austino (ryska: Три смерти доктора Аустино), i tidskriften Oktober.
Sina dikter började Sjalamov skriva 1949 vid floden Duskanjas källa, i Kolyma. 
Efter att ha sagt upp sig från sitt arbete hos Dalstroj 13 september 1953 återgick Sjalamov till sin litterära verksamhet, men kunde inte lämna Kolyma. Först i november 1953 fick han utresetillstånd och besökte Moskva under två dagar, där han träffade hustrun och dottern, och Boris Pasternak. Men han fick inte tillstånd att bo i någon storstad än, utan begav sig till byn Turkmen i Kalininregionen (numera Moskva oblast), där han fick anställning på det statliga torvbrytningsföretaget Tsentrtorfstroj (ryska: Центрторфстрой).
Vid denna tid påbörjade Sjalamov ett av sina viktigaste verk, Berättelser från Kolyma, som han skrev mellan åren 1954 och 1973. De utkom som separatutgåvor i London 1978. I Sovjetunionen publicerades de först 1988 till 1990. Författaren själv indelade sina berättelser i sex cykler: Berättelser från Kolyma (ryska: Колымские рассказы), Levyj bereg (ryska: Левый берег), Skovelmästaren (ryska: Артист лопаты), Otjerki prestupnogo mira (ryska: Очерки преступного мира), Voskresjenije listvennitsy (ryska: Воскрешение лиственницы) och Pertjatka eller KR-2 (ryska: Перчатка, или КР-2). De utkom i sin helhet i de två samlingsvolymerna Berättelser från Kolyma år 1992, i serien Krestnyj put Rossii (ryska: Крестный путь России) på förlaget Sovjetskaja Rossija (ryska: Советская Россия). 
Sin första arrestering, som fånge i Butyrkafängelset och när han avtjänade straffet i Visjerskijlägret, beskriver Varlamov i cykeln med självbiografiska berättelser och essäer, i början av 1970-talet, i antiromanen Visjera. 
1962 skrev Sjalamov till Aleksandr Solzjenitsyn: 
| ”                 | Glöm inte det viktigaste: att lägret var en negativ skola från första till sista dagen för vem som helst. En människa - vare sig det är en lägerchef eller en fånge, behöver inte inse det. Men den som har insett det, måste berätta sanningen, hur hemsk den än är. (...) Jag bestämde mig för länge sedan att ägna återstoden av mitt liv åt just den sanningen. | „ |
| – Varlam Sjalomov | |   |

Sjalamov brukade träffa Boris Pasternak, som skattade Sjalamovs dikter högt. Senare, efter att sovjetregimen tvingat Pasternak att avstå från att ta emot Nobelpriset, skildes deras vägar åt.
Varlam Sjalamov slutförde diktsamlingen Kolymskije tetradi (ryska: Колымские тетради) (1937-1956).
1956 fick Sjalamov tillstånd att flytta tillbaka till Moskva, och bodde först på Gogolboulevarden, från slutet av 1950-talet i ett av författarhusen på Chorosjevskijchaussén (nummer 10), och från 1972 på Vasiljevgatan (hus 2, 6:e byggnaden). Han blev publicerad i tidskrifterna Junost (ryska: Юность), Znamja (ryska: Знамя), Moskva (ryska: Москва), umgicks med Nadezjda Mandelsjtam, Olga Vsevolodovna Ivinskaja  (ryska: Ольга Всеволодовна Ивинская), Aleksandr Solzjenitsyn (med vilken relationen senare övergick till polemik) och var ofta gäst hos filologen Vera Nikolajevna Kljujeva (ryska: Вера Николаевна Клюева). Både i Sjalamovs prosa och lyrik (samlingen Ognivo (ryska: Огниво 1961), Sjelest listjev (ryska: Шелест листьев 1964), Doroga i sudba (ryska: Дорога и судьба 1967) och andra), uttrycks hans tunga erfarenheter från stalinlägren, och hörs även temat Moskva (diktsamlingen Moskvamoln (ryska: Московские облака 1972).  
1973 blev Varlam Sjalamov antagen till Sovjetunionens författarförbund. Mellan åren 1973 till 1979, då han flyttade till invalid- och ålderdomshemmet, skrev han arbetsdagbok. Irina Pavlovna Sirotinskaja (ryska: Ирина Павловна Сиротинская), till vilken Sjalamov hade överlåtit rätten att förfoga över alla anteckningar och manuskript, fortsatte ända till sin död 2011 att göra urval och publicera hans anteckningar.

#### Brevet till tidskriften Literaturnaja Gazeta
23 februari 1972 publicerade tidskriften Literaturnaja Gazeta Sjalamovs brev, skrivet i protest mot att hans Berättelser från Kolyma hade publicerats i emigranttidskrifterna Posev (ryska: Посев) och Novyj zjurnal (ryska: Новый журнал). Brevet fick ett blandat mottagande. Många ansåg att det hade skrivits under påtryckningar från KGB, och Sjalamov förlorade vänner bland tidigare lägerfångar. Dissidenten Pjotr Ionovitj Jakir beklagade i tjugofjärde utgåvan av Chronika tekusjtjich sobytij (ryska: Хроники текущих событий) de omständigheter som hade tvingat Sjalamov att underteckna brevet..

### De sista åren
Sina tre sista år i livet tillbringade den svårt sjuke Varlam Sjalamov i Litteraturfondens invalid- och ålderdomshem i Tusjino (ryska: Тушино), i nordvästra Moskva. Trots att Sjalamov nästan helt hade förlorat synen, hörseln, rörelse- och talförmågan fortsatte han in i det sista att författa dikter. Hösten 1980 lyckades Aleksandr Anatoljevitj Morozov (ryska: Александр Анатольевич Морозов) uppfatta och skriva ner Sjalamovs sista dikter. De publiceras av emigranttidskriften Vestnik russkogo christianskogo dvizjenija (ryska: Вестник русского христианского движения) i Paris 1981. Samma år belönades Sjalamov med Frihetspriset av franska PEN (organisation).
15 januari 1982 flyttades Sjalamov mot sin vilja till demensavdelningen efter den medicinska kommissionens utlåtande. På vägen dit blev han förkyld och avled i lunginflammation 17 februari. Den officiella dödsorsaken angavs vara akut hjärtsvikt.
Trots att Sjalamov inte varit troende under hela sitt liv insisterade Sjalamovs läkare Jelena Viktorovna Zacharova (ryska: Елена Викторовна Захарова) på en kristen begravingsgudstjänst. Varlam Sjalamov begravdes på Kuntsevkyrkogården i Moskva och cirka 150 personer närvarade vid begravningen. Morozov och Fedot Fedotovitj Sutjkov (ryska: Федот Федотович Сучков) läste då Sjalamovs dikter.

## Familj
Varlam Sjalamov var gift första gången med Galina Ignatjevna Gudz (1909-1956), med vilken han fick dottern Jelena Varlamovna Sjalamova (1935–1990), gift Janusjevskaja. Sjalamovs andra äktenskap 1956–1965 var med författaren Olga Sergejevna Nekljudova (ryska: Ольгa Сергеевнa Неклюдовa) (1909–1989). Hennes son i första äktenskapet, Sergej Jurjevitj Nekljudov (ryska: Сергей Юрьевич Неклюдов) (1941– ), är en känd rysk folklorist och filolog.

## Minnesmärken
- Asteroiden 3408 Shalamov är uppkallad efter Varlam Sjalamov.[23][24]
- På Sjalamovs grav uppfördes ett minnesmonument av hans vän Fedot Fedotovitj Sutjkov, som också hade överlevt stalinlägren. I juni 2000 blev Sjalamovs minnesmonument förstört av okända gärningsmän, som bortfört bronshuvudet och endast lämnat kvar granitsockeln. Brottet blev aldrig uppklarat, men tack vare metallarbetarna från Severstal, författarens landsmän från samma födelsort, återuppfördes minnesmonumentet året därpå.
- Sedan 1991 finns en utställning i Vologda, i Sjalamovs hus - i byggnaden där Sjalamov föddes och växte upp, finns nu Vologdas konstgalleri. Vid författarens födelse- och dödsdag hålls minnestunder där.
- 1992 öppnades ett lokalt litteraturmuseum i byn Tomtor (ryska: Томтор) i republiken Sacha (ryska: Саха), tidigare Jakutien, där Sjalamov bodde under två år, 1952-1953.
- Sjalamov har tillägnats en del av utställningen i Museet för politisk repression[25] i byn Jagodnoje i Magadan oblast, skapad 1994 av den lokale hembygdsforskaren Ivan Panikar.
- En minnesplatta över Sjalamov sattes upp i Solikamsk i juli 2005 på väggen till helige Troitskijs munkkloster, i vars källare författaren satt 1929, när fångkonvojen gick till Visjer. [a]
- 2005 öppnades ett litet Sjalamovmuseum i byn Debin[26], där Sjalamov arbetade på lägersjukhuset 1946-1951.
- 21 juli 2007 invigdes en minnesplats över Varlam Sjalamov i staden Krasnovisjersk (ryska: Красновишерск), som växte upp i anslutning till Visjerskijlägret, där han avtjänade sitt första straff.[27]
- 2012 avtäcktes en minnesplatta på byggnaden till Magadans TBC-dispensär mummer 2 i byn Debin, där Varlam Sjalamov arbetade som fältskär 1946-1951.
- 30 oktober 2013 avtäcktes en minnesplatta över Varlam Sjalamov i Moskva, på Tjistyj pereulok 8 (ryska: Чистый переулок 8), där författaren bodde under tre år innan han arresterades 1937.[28]
- I december 2015 skapade konstnären Zoom en muralmålning med Varlam Sjalamovs porträtt på väggen till hus nummer 9 på Fjärde samotiotjnyj pereulok (ryska: 4-й Самотёчный переулок) i Moskva. I det huset finns Gulaghistoriska museet (på ryska: Музей истории ГУЛАГа)[29].
- 25 februari 2016 - 1 februari 2017 visades utställningen Zjit ili pisat. Varlam Sjalamov. (ryska: Жить или писать. Варлам Шаламов) i Moskva.[30]

## Litterära verk
Diktsamlingar utgivna under Sjalamovs livstid
- Ognivo (ryska: Огниво 1961)
- Sjelest listjev (ryska: Шелест листьев 1964)
- Doroga i sudba (ryska: Дорога и судьба 1967)
- Moskovskije oblaka (ryska: Московские облака 1972)
- Totjka kipenija (ryska: Точка кипения 1977)

Cykeln Berättelser från Kolyma
(ryska: Колымские рассказы 1954—1973)
- Berättelser från Kolyma
- Vänstra stranden/Levyj bereg (ryska: Левый берег)
- Skovelmästaren
- Otjerki prestupnogo mira (ryska: Очерки преступного мира)
- Voskresjenije listvennitsy (ryska: Воскрешение лиственницы)
- Pertjatka ili KR-2 (ryska: Перчатка или КР-2)

Cykeln Kolymskije tetradi. Stichotvorenija 1949-1954 
(ryska: Цикл Колымские тетради. Стихотворения 1949—1954)
- Sinjaja tetrad (ryska: Синяя тетрадь)
- Sumka potjtaljona (ryska: Сумка почтальона)
- Litjno i doveritelno (ryska: Лично и доверительно)
- Zlatyje gory (ryska: Златые горы)
- Kiprej (ryska: Кипрей)
- Vysokije sjiroty (ryska: Высокие широты)

Några andra verk
- Tjetvjortaja Vologda - avtobiografitjeskaja povest (ryska: Четвёртая Вологда — автобиографическая повесть 1971)
- Visjera - Antiroman - tsikl otjerkov (ryska: Вишера (Антироман) — цикл очерков)
- Fedor Raskolnikov - povest (ryska: Федор Раскольников — повесть 1973).

### Böcker översatta till svenska
- 1982 – Berättelser från Kolyma, i urval och översättning av Marie-Anne Sahlin, (ISBN 91-7608-057-9)
- 2003 – Skovelmästaren, novellsamling i översättning av Nils Håkanson, (ISBN 91-85191-02-7)
- 2018 – Genom snön, i översättning av Ola Wallin, och med efterord av Sergej Lebedev (ISBN 978-91-87891-62-5)
- 2023 – Vänstra stranden, i översättning av Ola Wallin(ISBN 9789188913500)

## Filmografi

### Spelfilmer som bygger på Sjalamovs berättelser
- Poslednij boj majora Pugatjova (ryska: Последний бой майора Пугачёва) (2005) - film som bygger på Sjalamovs Berättelser från Kolyma och hans biografi.
- Zavesjtjanije Lenina (ryska: Завещание Ленина) (2007) — TV-film i 12 avsnitt.

### Dokumentärfilmer om Varlam Sjalamov
- Vy budete gordostju Rossii... (ryska: Вы будете гордостью России…) (1990) — en film av Valerij Jesipov (ryska: Валерий Есипов) med intervjuer av människor som kände Sjalamov.[31]
- Neskolko moich zjiznej (ryska: Несколько моих жизней)  (1991) - en film av Alexandra Sviridova och Andrej Jerastov (ryska: Александрa Свиридовa и Андрей Ерастов).
- Kolymskaja komandirovka (ryska: Колымская командировка) (1994) — en amatörfilm tagen i Magadan av Valerij Jesipov.
- Ostrova. Varlam Sjalamov. (ryska: Острова. Варлам Шаламов) (2006) — en film av Svetlana Bytjenko (ryska: Светлана Быченко)
- Ja zabyl pogodu detstva (ryska: Я забыл погоду детства) (2007) — en film av Igor Larin (ryska: Игорь Ларин)
- Varlam Sjalamov. Opyt junosji. (ryska: Варлам Шаламов. Опыт юноши.) (2014) - en film av Pavel Petjonkin (ryska: Павeл Печёнкин). På den 20e internationella filmfestivalen för mänskliga rättigheter Stalker, i Moskva 2014, fick filmen priset som bästa dokumentärfilm och Anatolij Pristavkins specialpris för bästa manus. 2016 fick den Guldörnen som bästa dokumentärfilm.